# Габријел Дек
 Габријел Алехандро Дек (шп. Gabriel Alejandro Deck; Анатуја, 8. фебруар 1995) аргентински је кошаркаш. Игра на позицијама крила и крилног центра, а тренутно наступа за Реал Мадрид. 

## Клупска каријера
Дек је каријеру почео у екипи Кимсе са којом је био првак Аргентине у сезони 2014/15. Од 2016. је заиграо за Сан Лоренцо са којим је освојио још две титуле првака Аргентине. У сезони 2017/18. је био најкориснији играч првенства Аргентине. У јулу 2018. потписао је трогодишњи уговор са Реал Мадридом. Напустио је Реал у априлу 2021. када је потписао уговор са Оклахома Сити тандером. Наступио је на 17 НБА утакмица за Оклахому након чега је 4. јануара 2022. отпуштен. Истог месеца се вратио у Реал Мадрид, са којим је потписао уговор до лета 2024. године.

## Репрезентативна каријера
Са репрезентацијом Аргентине је освојио сребрну медаљу на Светском првенству 2019. у Кини. Такође има и две сребрне медаље са Америчких првенстава.

## Успеси

### Клупски
- Кимса:
  - Првенство Аргентине (1): 2014/15.

- Сан Лоренцо:
  - Првенство Аргентине (2): 2016/17, 2017/18.
  - ФИБА Америчка лига (1): 2018.

- Реал Мадрид:
  - Евролига (1): 2022/23.
  - Првенство Шпаније (2): 2018/19, 2021/22.
  - Kуп Шпаније (2): 2020, 2024.
  - Суперкуп Шпаније (5): 2018, 2019, 2020, 2022, 2023.

### Репрезентативни
- Светско првенство: 
  -  2019.
- Америчко првенство: 
  -  2015, 2017.
- Панамеричке игре: 
  -  2019.